# Вольф (лунный кратер)
Кратер Вольф (лат. Wolf) — останки небольшого ударный кратер в южной центральной части Моря Облаков на видимой стороне Луны. Название присвоено в честь немецкого астронома, первопроходца в астрофотографии, Максимилиана Вольфа (1863—1932) и утверждено Международным астрономическим союзом в 1935 г. 

## Описание кратера
Ближайшими соседями кратера являются кратер Буллиальд на западе-северо-западе; кратер Гулд на севере; кратер Николле на востоке; кратер Липперсгей на юго-востоке; кратеры Питат и Гесиод на юге; кратер Кис на юго-западе. Селенографические координаты центра кратера 22°47′ ю. ш. 16°38′ з. д. / 22,79° ю. ш. 16,63° з. д., диаметр 25,7 км, глубина 0,79 км.
Кратер полностью затоплен лавой при образовании Моря Облаков, над поверхностью моря выступает лишь часть вала кратера сложной формы с выступами в северной и западной части. Южная часть вала перекрыта сателлитным кратером Вольф B (см. ниже). Средняя высота вала кратера над окружающей местностью 850 м, объем кратера составляет приблизительно 400 км³. Чаша кратера затоплена лавой, ровная, отмечена несколькими маленькими кратерами в западной части.

## Сателлитные кратеры
| Вольф | Координаты                                            | Диаметр, км |
| ----- | ----------------------------------------------------- | ----------- |
| A     | 22°17′ ю. ш. 18°29′ з. д. / 22,29° ю. ш. 18,49° з. д. | 5,6         |
| B     | 23°11′ ю. ш. 16°31′ з. д. / 23,18° ю. ш. 16,51° з. д. | 15,1        |
| C     | 24°08′ ю. ш. 14°33′ з. д. / 24,13° ю. ш. 14,55° з. д. | 2,6         |
| E     | 23°57′ ю. ш. 16°23′ з. д. / 23,95° ю. ш. 16,39° з. д. | 2,3         |
| F     | 22°01′ ю. ш. 14°58′ з. д. / 22,02° ю. ш. 14,96° з. д. | 2,3         |
| G     | 22°36′ ю. ш. 16°52′ з. д. / 22,6° ю. ш. 16,86° з. д.  | 5,7         |
| H     | 23°01′ ю. ш. 14°44′ з. д. / 23,01° ю. ш. 14,73° з. д. | 7,8         |
| S     | 21°05′ ю. ш. 16°22′ з. д. / 21,09° ю. ш. 16,37° з. д. | 29,8        |
| T     | 23°23′ ю. ш. 18°54′ з. д. / 23,39° ю. ш. 18,9° з. д.  | 27,1        |